# Aids-dag
Worlds AIDS Day eller blot international Aids-dag er en international mærkedag, der af WHO er fastsat til at støtte kampen mod aids. Dagen afholdes hvert år den 1. december siden 1988.
Aids-dagen er en dag hvor vi alle skal vise solidaritet og næstekærlighed overfor hiv-smittede. Det er også på denne dag at der bliver solgt aids-sløjfer.